# エヌ・ティ・ティ・ドコモ東海

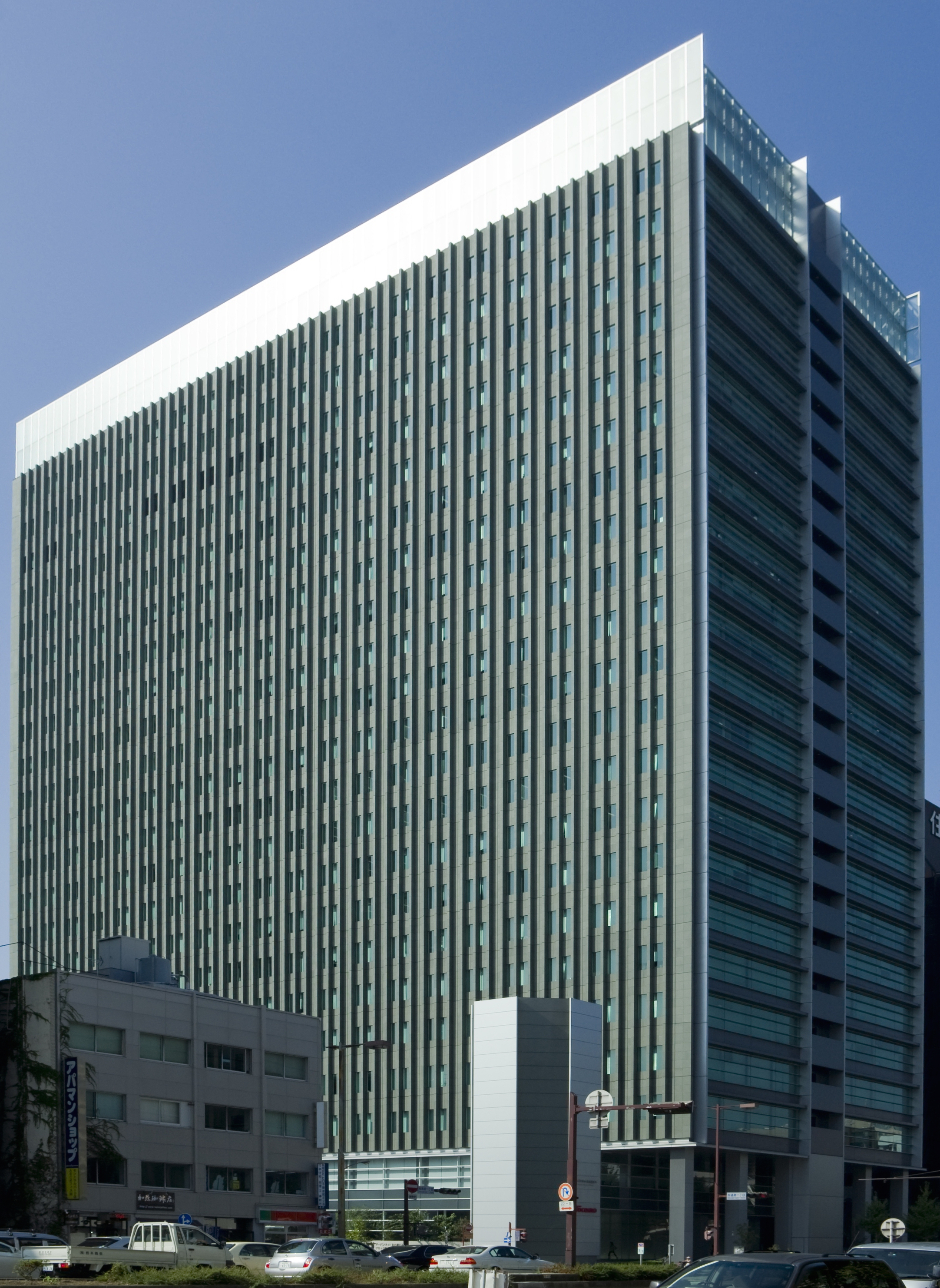
NTTドコモ東海支社が入居するアーバンネット名古屋ビル

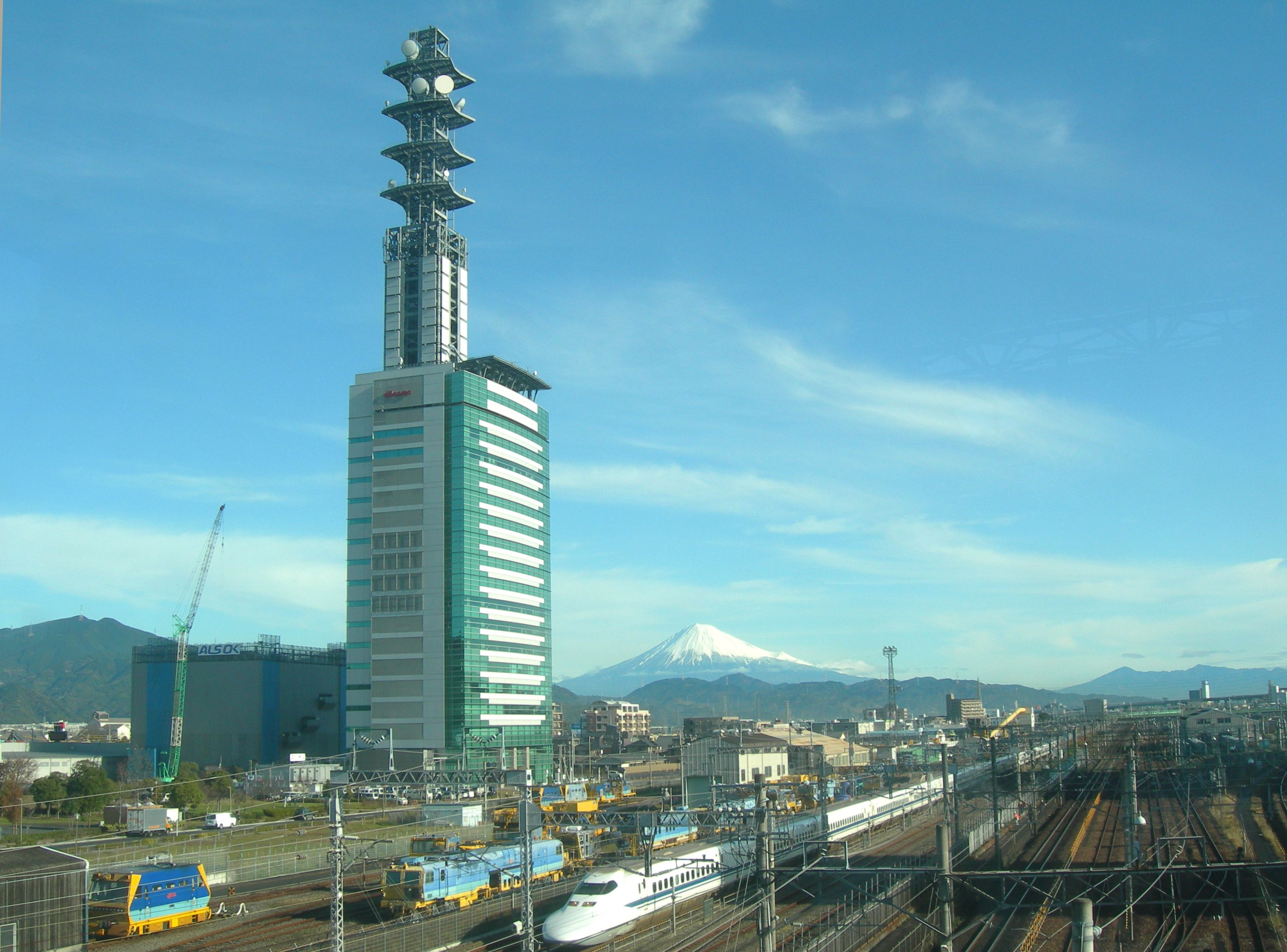
NTTドコモ静岡ビル

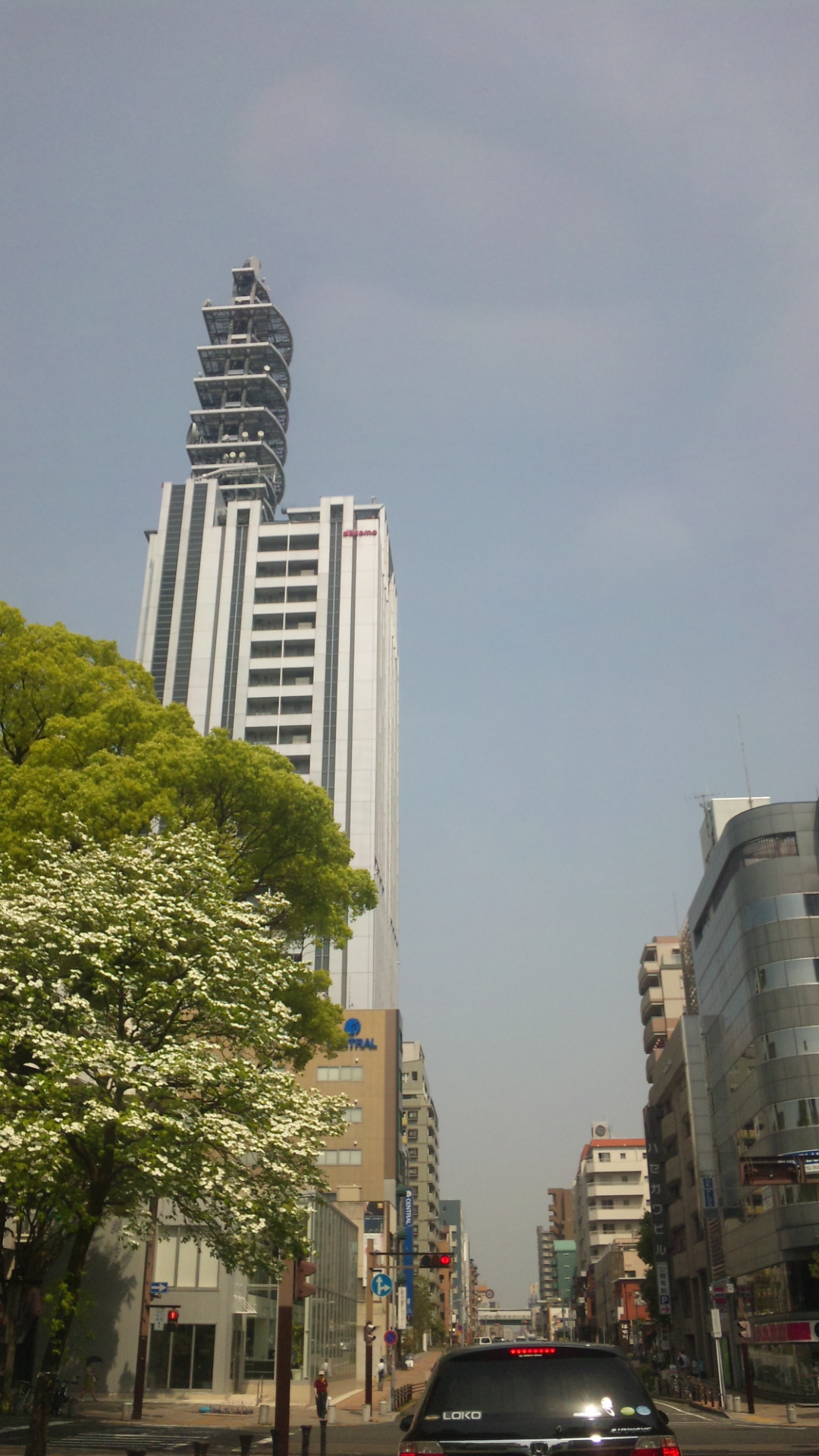
NTTドコモ名古屋ビル

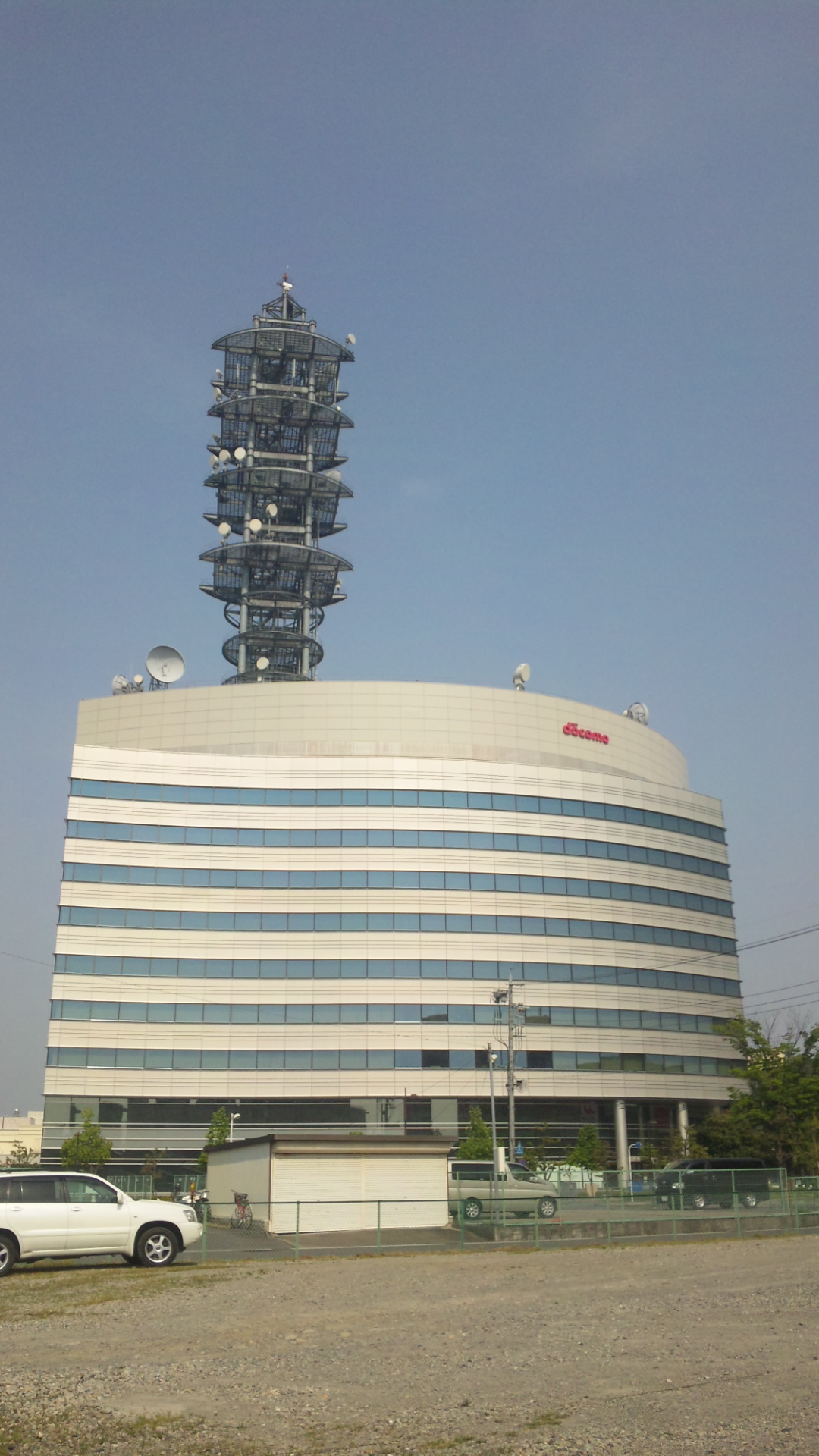
NTTドコモ岐阜ビル

エヌ・ティ・ティ・ドコモ東海（エヌ・ティ・ティ・ドコモとうかい、NTT DoCoMo Tokai）は、一般的には「NTTドコモ東海」と呼ばれ、かつて東海地方4県を営業区域としていた日本の電気通信事業者。株式会社エヌ・ティ・ティ・ドコモの完全子会社であった。現在はNTTドコモ東海支社となっている。

## 事業区域
愛知県 - 静岡県 - 岐阜県 - 三重県

## 携帯電話・PHSサービス契約数
- 携帯電話・PHS契約数（2007年7月末時点） - 5,504,100契約
  - 携帯電話契約数 - 5,477,200契約（シェア 45.0%）
    - FOMA契約数 - 4,198,600契約
    - mova契約数 - 1,278,600契約
      - 同時期の中部・東海地方のシェアは、auが29.0%、ソフトバンクモバイル25.2%、ツーカーが0.8%。

  - PHS契約数 - 26,900契約（シェア 6.7%）
    - 同時期のシェアはウィルコムが93.3%。

## 沿革
- 1991年 - エヌ・ティ・ティ移動通信企画東海株式会社を設立
- 1993年
  - エヌ・ティ・ティ東海移動通信網株式会社に社名変更
  - エヌ・ティ・ティ移動通信株式会社と合併
  - 「デジタル800MHz帯サービス（現在のmova）」サービスを開始。
- 1994年 - 「デジタル1.5GHz帯サービスシティフォン」サービスを開始。
- 1998年 - PHS事業を譲受
- 2000年 - 株式会社エヌ・ティ・ティ・ドコモ東海に社名変更
- 2001年 - 名古屋市周辺でFOMAのサービス開始
- 2004年6月 - ポケットベル新規加入受付を停止
- 2005年5月 - PHS新規加入受付を停止
- 2007年3月31日 - ポケットベル事業から撤退
- 2008年
  - 1月7日 - PHS事業から撤退
  - 7月1日 - 親会社の株式会社エヌ・ティ・ティ・ドコモ（ドコモ中央）に併合され解散。この会社の本社は親会社の東海支社となった。

## 広告

### CM
2004年頃まで多くの独自のCMを製作していた。2005年以後は全国統一版に徐々に収斂され、合併でローカル版は姿を消した。

#### イメージキャラクター
- 篠原ともえ（1998年 - 2000年）
- 上原多香子（2000年 - 2003年）
- 上戸彩（2003年 - 2004年）（現在は競合他社のソフトバンクモバイルイメージキャラクターで出演）
- 柳沢なな（2004年）
- 奥村夏未・末永遥（2005年）
- 岩田さゆり（2006年）
- 西山茉希（2006年）
- 北乃きい・木佐彩子（2007年）

### その他
- かつて設置されていた名古屋市の中心街中区栄のスカイルにある「FOMA」の看板は東海地方一の大きさを誇った。
- かつて、静岡支社限定で「ドコモン」というコウモリに似たキャラクターがいた。静岡限定iモードサイトは、ドコモン一色のサイトであった。